# Bernd Baselt
Bernd Baselt (Halle, 1934 – 1993)
  foi um musicólogo e professor da Alemanha.
Deu aulas na Universidade de Halle e sua obra mais importante é o catálogo temático da obra musical de Händel, o Händel-Werke-Verzeichnis, publicado entre 1978 e 1986.